# ISO 3166-2:MR
ISO 3166-2:MR – kody ISO 3166-2 dla podjednostek administracyjnych Mauretanii.
Kody ISO 3166-2 to część standardu ISO 3166 publikowanego przez Międzynarodową Organizację Normalizacyjną. Kody te są przypisywane głównym jednostkom podziału administracyjnego, takim jak np. województwa czy stany, każdego kraju posiadającego kod w standardzie ISO 3166-1. 
Aktualnie (2020) dla Mauretanii zdefiniowano kody dla 15 regionów. 
Pierwsza część oznaczenia to kod Mauretanii zgodnie z ISO 3166-1, natomiast druga część oznaczenia znajdująca się po myślniku to dwucyfrowy kod jednostki administracyjnej. 

## Kody ISO
| Kod ISO | Nazwa jednostki administracyjnej | Nazwa jednostki administracyjnej w języku arabskim | Nazwa jednostki administracyjnej w języku arabskim | Rodzaj jednostki administracyjnej |
| ------- | -------------------------------- | -------------------------------------------------- | -------------------------------------------------- | --------------------------------- |
| MR-01   | Haud asz-Szarki                  | Hodh ech Chargui                                   | الحوض الشرقي                                       | region                            |
| MR-02   | Haud al-Gharbi                   | Hodh El Gharbi                                     | الحوض الغربي                                       | region                            |
| MR-03   | Al-Asaba                         | Assaba                                             | العصابة                                            | region                            |
| MR-04   | Kurkul                           | Gorgol                                             | كركول                                              | region                            |
| MR-05   | Al-Barakina                      | Brakna                                             | البراكنة                                           | region                            |
| MR-06   | At-Tarariza                      | Trarza                                             | الترارزة                                           | region                            |
| MR-07   | Adrar                            | Adrar                                              | آدرار                                              | region                            |
| MR-08   | Dachlat Nawazibu                 | Dakhlet Nouâdhibou                                 | داخلت نواذيبو                                      | region                            |
| MR-09   | Takant                           | Tagant                                             | تكانت                                              | region                            |
| MR-10   | Ghidimagha                       | Guidimaka                                          | غيديماغا                                           | region                            |
| MR-11   | Tiris Zammur                     | Tiris Zemmour                                      | تيرس زمور                                          | region                            |
| MR-12   | Insziri                          | Inchiri                                            | إينشيري                                            | region                            |
| MR-13   | Nawakszut Zachodnie              | Nuwākshūţ al Gharbīyah                             | نواكشوط الغربية                                    | region                            |
| MR-14   | Nawakszut Północne               | Nuwākshūţ ash Shamālīyah                           | نواكشوط الشمالية                                   | region                            |
| MR-15   | Nawakszut Południowe             | Nuwākshūţ al Janūbīyah                             | نواكشوط الجنوبية                                   | region                            |